# Concert-etudes pour piano opus 58
Concert-etudes pour piano opus 58 is een verzameling composities van Agathe Backer-Grøndahl. Het zijn twee etudes voor piano solo, die ook tijdens concerten kunnen worden gespeeld. Het is onduidelijk of ze zelf heeft uitgevoerd. De Deense uitgeverij Edition Wilhelm Hansen (nrs 13261/13262) gaf ze in 1903 uit.
De twee etudes zijn:
- Etude nr. 1 in F majeur in allegretto in 4/4-maatsoort
- Etude nr. 2 in g mineur  in allegro con fuoco in 4/4-maatsoort

De bundel is opgedragen aan Viktor Ekroos, de man van operazangeres Ilta Ekroos.